# Rockport (condado de Essex, Massachusetts)
Rockport é um lugar designado pelo censo localizado no condado de Essex no estado estadounidense de Massachusetts. No Censo de 2010 tinha uma população de 4.966 habitantes e uma densidade populacional de 468,68 pessoas por km².

## Geografia
Rockport encontra-se localizado nas coordenadas 42° 38′ 27″ N, 70° 37′ 13″ O. Segundo a Departamento do Censo dos Estados Unidos, Rockport tem uma superfície total de 10.6 km², da qual 10.32 km² correspondem a terra firme e (2.62%) 0.28 km² é água.

## Demografia
Segundo o censo de 2010, tinha 4.966 pessoas residindo em Rockport. A densidade populacional era de 468,68 hab./km². Dos 4.966 habitantes, Rockport estava composto pelo 96.98% brancos, o 0.75% eram afroamericanos, o 0.04% eram amerindios, o 0.91% eram asiáticos, o 0.08% eram insulares do Pacífico, o 0.28% eram de outras raças e o 0.97% pertenciam a duas ou mais raças. Do total da população o 1.55% eram hispanos ou latinos de qualquer raça.